# Pau Echaniz
Pau Echaniz Pal (baskisch Pau Etxaniz Pal; * 29. Mai 2001 in San Sebastián) ist ein spanischer Kanute.

## Karriere
Pau Echaniz begann im Alter von sechs Jahren mit dem Kanuslalom. Im Erwachsenenbereich gelang ihm international sein erster Erfolg bei den Europaspielen 2023 in Krakau, bei denen er mit der Mannschaft sogleich die Goldmedaille gewann. Bei den Weltmeisterschaften 2023 erreichte er nach erfolgreicher Finalqualifikation den abschließenden achten Rang. Ein Jahr darauf startete er bei den Olympischen Spielen in Paris. Echaniz schloss zunächst die Vorläufe auf Rang zwölf ab und qualifizierte sich ebenfalls als Zwölfter des Halbfinals für den Endlauf. In diesem erzielte er mit der Zeit von 88,87 s das drittschnellste Resultat. Damit erhielt Echaniz hinter Giovanni De Gennaro aus Italien, der nach 88,22 s als Olympiasieger die Ziellinie überquerte, und dem mit 88,42 s zweitplatzierten Franzosen Titouan Castryck als Drittplatzierter die Bronzemedaille. Bei den Europameisterschaften 2025 in Vaires-sur-Marne belegte er mit der Mannschaft im Einer-Kajak den dritten Platz.
Sein Vater Javier Etxaniz, Nationaltrainer der spanischen Slalomkanuten und Partner von Maialen Chourraut, nahm an den Olympischen Spielen 1992 und 1996 selbst als Slalomkanute teil.